# Rafael Torija de la Fuente
Rafael Torija de la Fuente (Noez, 18 de março de 1927 - Cidade Real, 2 de março de 2019) foi um religioso espanhol, bispo da Igreja Católica Romana.

## Biografia
Torija de la Fuenta nasceu na Espanha e foi ordenado sacerdote em 1952. Serviu como bispo titular de Ursona e bispo auxiliar da Diocese Católica Romana de Santander, Espanha, de 1969 a 1976, prelado territorial da Cidade Real, e bispo auxiliar de Dora de 1976 a 1980. Foi, também, primeiro bispo da Diocese de Ciudad Real de 1980 a 2003.